# Silverton (wytwórnia muzyczna)
Silverton – polska wytwórnia fonograficzna powstała w pierwszej połowie lat 90. w Piekarach Śląskich, początkowo specjalizująca się w wydawaniu na kasetach nagrań mało znanych zespołów punkrockowych.
Kasety, a później płyty są rozprowadzane poprzez z sieci handlowe oraz sklep internetowy wytwórni, część kaset została także wydana na zamówienie klientów indywidualnych.

## Wydawnictwa
- 1992 Wina nalej, Kapela Pieczarków, kaseta, MC i CD
- 1992 Duchowa rewolucja, Izrael, kaseta
- 1993 Jak powstrzymałem III wojnę światową, czyli nieznana historia Dezertera, Dezerter, MC i CD
- 1993 Garbate Aniołki, Garbate Aniołki, kaseta
- 1993 Demokracja, Psy Wojny, kaseta[3]
- 1994 Ballada o barze Relax, Psy Wojny, kaseta[3]
- 1994 Jezus Chytrus Oi! kaseta
- 1993 Walczmy o swoje prawa, Smar SW, kaseta[4]
- 1994 Świadomość, Smar SW, kaseta[4]
- 1995 Golonka, flaki i inne przysmaki, Big Cyc, MC i CD
- 1995  Z partyjnym pozdrowieniem, Big Cyc, MC i CD[5]
- 1995 Nie wierzcie elektrykom, Big Cyc, MC i CD[5]
- 1996 Z gitarą wśród zwierząt, Big Cyc, MC i CD
- 1997 Pierwsza komunia, drugie śniadanie, trzecia Rzeczpospolita, Big Cyc, MC i CD
- 1997 Szydercze zwierciadło, Kat, MC i CD
- 1998 Miłość, muzyka, mordobicie, Big Cyc, MC i CD, reedycja wydania Bass Records z 1992.
- 1998 Wojna plemników, Big Cyc, MC i CD, reedycja wydania Bass Records z 1993.
- 1998 Czarno-Czarni, Czarno-Czarni, MC i CD
- 1999 Wszyscy święci, Big Cyc, MC i CD
- 2000 Złote przeboje, Gang Marcela, MC i CD
- 2000 Niewidzialni, Czarno-Czarni, MC i CD
- 2000 Gwiazdo z Betlejem, Universe, MC i CD
- 2000 Moja miła, Kapela Pieczarków, MC i CD
- 2001 Sezon na pieczarki, Kapela Pieczarków, MC i CD
- 2001 Jarocin – Live, Kat, MC i CD
- 2001 Error, Alkatraz, MC i CD
- 2001 Kto ci jeszcze wierzy?, Mirosław Breguła, MC i CD
- 2001 Metallica – Zlot Fanów, MC i CD
- 2001 Morze Czarne, Kochasz, MC i CD